# Andy Bell (piosenkarz)
Andy Bell (ur. 25 kwietnia 1964 w Peterborough) – brytyjski muzyk, wokalista duetu synthpopowego Erasure.

## Życiorys

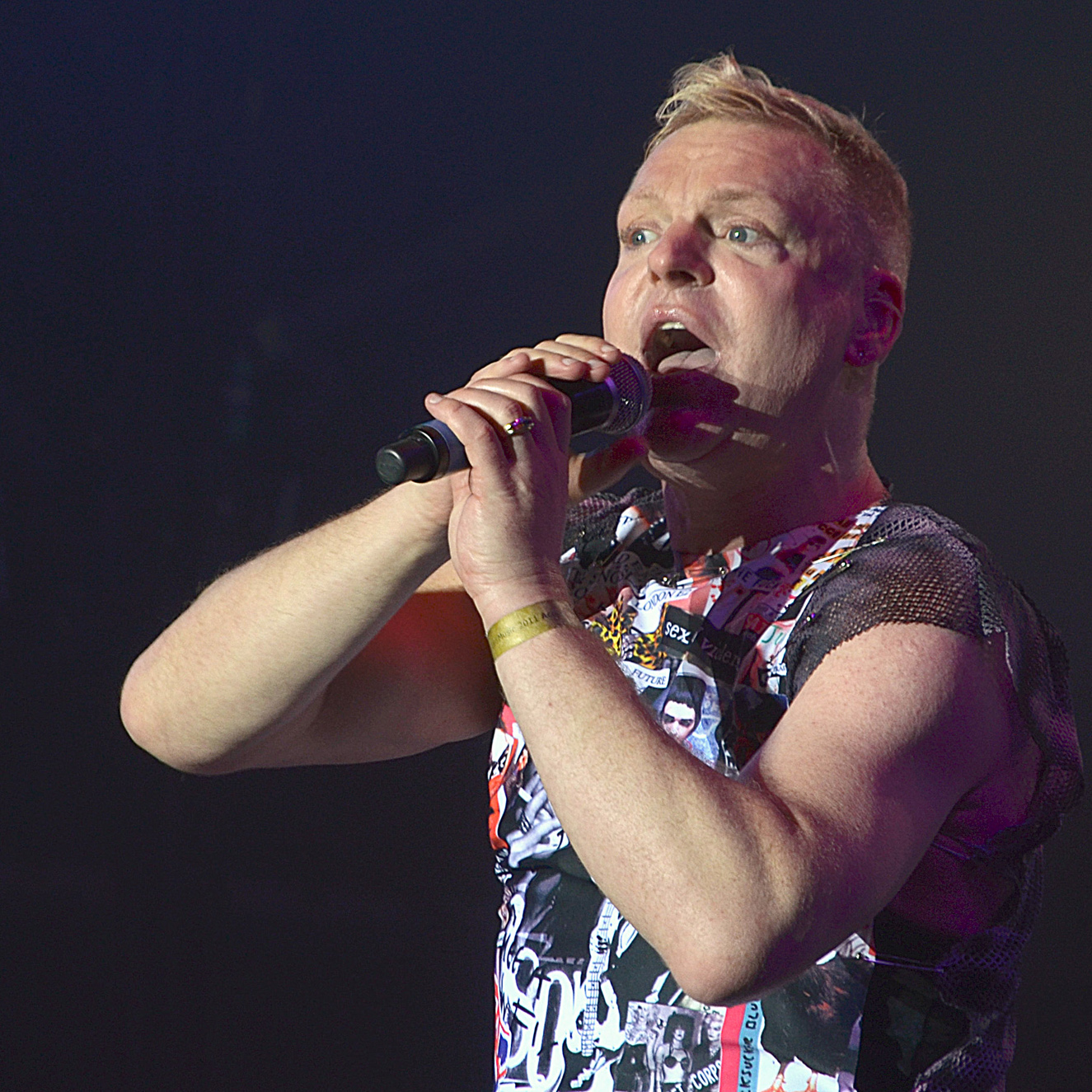
Andy Bell, 2011

Bell odpowiedział na ogłoszenie w gazecie, w którym poszukiwano piosenkarza. Jako czterdziesta pierwsza osoba, która się zgłosiła, Bell został wybrany przez Vince'a Clarke'a i wraz z nim założył Erasure. Bell i Clarke wspólnie sprzedali ponad 20 milionów płyt. Po nawiązaniu współpracy z Sanctuary Records pod koniec 2005 ukazał się solowy album Electric Blue, składający się z 14 utworów, wliczając w to 2 duety – z Claudią Brucken (z grupy muzycznej Propaganda) i Jakiem Shearsem (ze Scissor Sisters). Pierwszym singlem promującym Electric Blue był Crazy.
Jest jednym z pierwszych wokalistów w Wielkiej Brytanii, którzy ujawnili swoją orientację homoseksualną. Jest zaangażowany w działania charytatywne, szczególnie w zwalczanie wirusa HIV. W 2004 ogłosił, że od 1998 jest nosicielem wirusa HIV.